# Fritz Züchner
Fritz Züchner (* 23. Mai 1898 in Seesen; † 3. August 1977 ebenda) war ein deutscher Blechwarenfabrikant.

## Leben
Fritz Züchner jun. wurde 1898 in Seesen im Herzogtum Braunschweig als Sohn des Dosenfabrikanten Fritz Züchner sen. (1870–1950) geboren. Dessen Unternehmen ging zurück auf die von Rudolf Züchner (1846–1890) gemeinsam mit Heinrich Sieburg gegründete Konservenfabrik Heinrich Sieburg & Rudolf Züchner, die auch Blechwaren herstellte. Fritz Züchner jun. schloss eine handwerkliche Lehre ab, besuchte die Fachschule für Blechverarbeitung in Aue und die Handelsakademie Hamburg. Er war anschließend in mehreren Blechwarenfabriken tätig und trat 1923 als Betriebsleiter in das Familienunternehmen ein, das zur Zeit des Ersten Weltkriegs 1500 Personen beschäftigt hatte. Während der Inflation kam es zum Niedergang des Unternehmens. Züchner baute nachfolgend einen neuen Betrieb zur Fertigung von Konservendosen auf, den er fortwährend erweiterte und modernisierte. Er schuf schließlich das größte in Familienbesitz befindliche Blechpackungswerk Europas. Neben dem Stammsitz in Seesen existierten Zweigwerke in Koblenz, Köln, Barmstedt und Düsseldorf sowie Auslieferungslager in Berlin und zahlreichen Großstädten der Bundesrepublik.
Züchner setzte sich auch für öffentliche Belange ein. So leistete er nach Ende des Zweiten Weltkriegs Hilfe bei der Beschäftigung und Unterbringung von Flüchtlingen und unterstützte das Deutsche Rote Kreuz. Er war Mitglied der Vollversammlung der IHK Braunschweig, Vorstandsmitglied des Fachverbandes Feinblechpackungen und Mitglied des Verkehrsausschusses beim Bundesverband der Deutschen Industrie. Er wurde 1963 mit dem Bundesverdienstkreuz Erster Klasse geehrt. Züchner starb im August 1977 im Alter von 79 Jahren in Seesen. In Seesen und in Barmstedt erinnert jeweils eine Fritz-Züchner-Straße an ihn, in Koblenz die Züchnerstraße.

## Familie Züchner
- Johann Friedrich August Züchner (1762–1839), Klempner
- Heinrich Züchner (1795–1862), Klempner
- Rudolf Züchner (1846–1890)
- Fritz Züchner der Ältere (1870–1950)
- Fritz Züchner der Jüngere (1898–1977)[2]
- Manfred Züchner (* 1928)
- Fritz Andreas Züchner (* 1962)

## Anfänge der Konservendosenherstellung Züchner
Baron Wilhelm Eberhard Anton von Campen (1799–1855) und der Klempnermeister Heinrich Züchner entwickelten gemeinsam Anfang des 19. Jahrhunderts die Idee, Konservendosen herzustellen. Von Campen war in diplomatischer Mission am französischen Hof gewesen und hatte dort die 1796 von Nicolas Appert entwickelte Konservierungsmethode kennengelernt. Dann gelang es ihm eine der 1811 vom Engländer Peter Durand entwickelten Konservendosen in die Hand zu bekommen. Nach diesem Muster stellte Heinrich Züchner in Seesen Konservendosen her. Diese wurden zunächst in Handarbeit angefertigt. Der Deckel wurde verlötet. Das machte die Herstellung so teuer, dass es sich nur für teures Füllgut lohnte. So wurde unter anderem Spargel konserviert. Erst Ende des 19. Jahrhunderts ging die handwerkliche Herstellung von Konservendosen in eine fabrikmäßige über. 1907 gründete Fritz Züchner der Ältere die Seesener Blechwarenfabrik, die dann sehr erfolgreich wurde. Zur Erinnerung an die Anfänge wurde 1963 bei der Konservendosenfabrik Züchner in Seesen ein Denkmal des Bildhauers Stein enthüllt, das Baron von Campen im Gespräch mit Heinrich Züchner darstellt.